# سپاه سلمان سیستان و بلوچستان

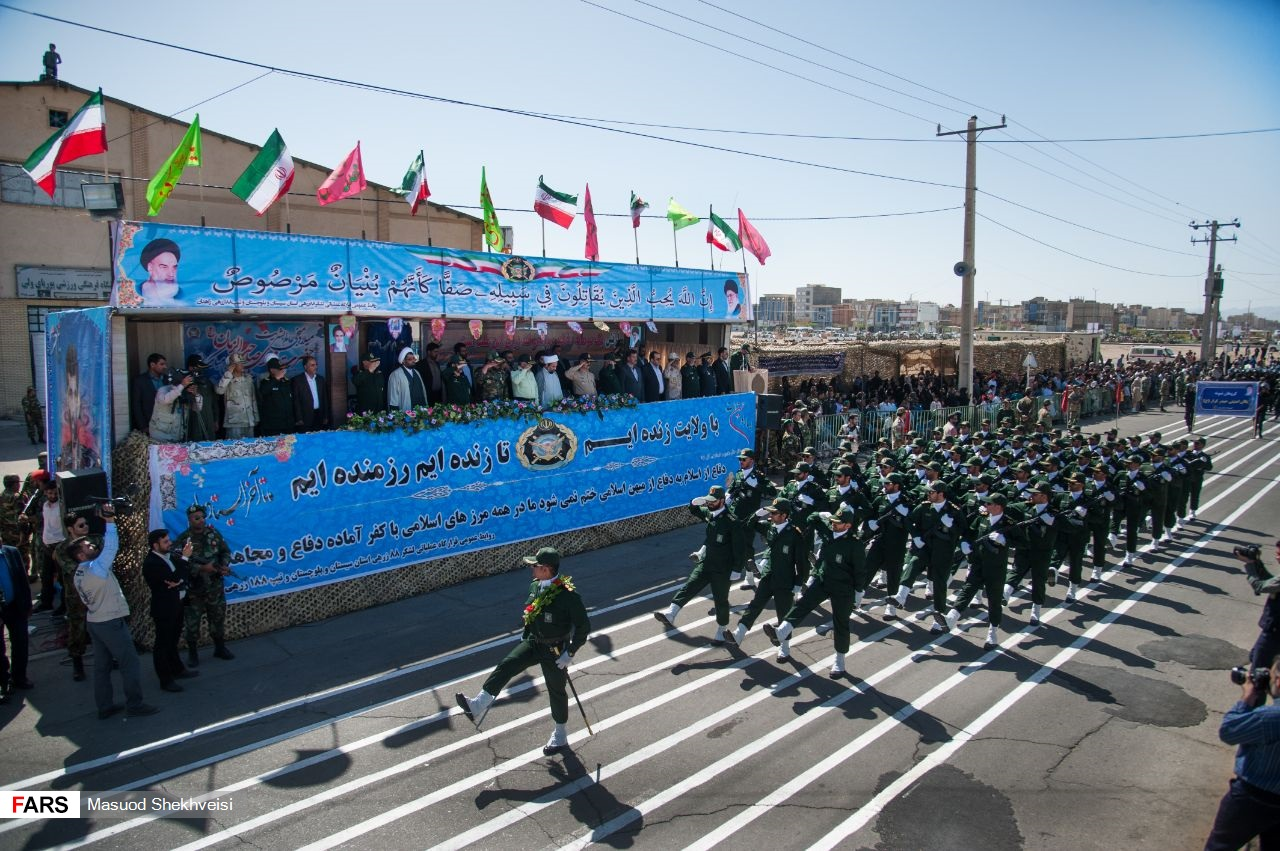
رژه نیروهای سپاه سلمان سیستان و بلوچستان به‌مناسبت روز ارتش در سال ۱۳۹۸ در زاهدان

سپاه سلمان سیستان و بلوچستان یگان نظامی-امنیتی و از سپاه‌های استانی زیرمجموعه سپاه پاسداران انقلاب اسلامی است، که ستاد فرماندهی آن در شهر زاهدان مستقر می‌باشد و وظیفه فرماندهی و کنترل کلیه یگان‌های سپاه و بسیج مستقر در استان سیستان و بلوچستان را برعهده دارد. مهم‌ترین یگان‌های زیرمجموعه این سپاه، تیپ ۱۱۰ نیروی مخصوص سلمان فارسی از نیروی زمینی سپاه و ۲۶ سپاه ناحیه‌ای (نواحی بسیج شهرستان‌های استان) همچون سپاه زاهدان، سپاه چابهار، سپاه ایرانشهر، سپاه زابل، سپاه سراوان، سپاه نیک‌شهر و سپاه خاش می‌باشند. در حال حاضر سرتیپ‌ پاسدار احمد شفایی فرماندهی سپاه سلمان سیستان و بلوچستان را برعهده دارد و سرتیپ‌دوم پاسدار پرویز آبسالان به‌عنوان جانشین فرمانده این سپاه فعالیت می‌کند.